# Saint-Gobain, Aisne
Saint-Gobain là một xã ở tỉnh Aisne, vùng Hauts-de-France thuộc miền bắc nước Pháp.